# Neuvecelle (funiculaire d'Évian)
Neuvecelle est la gare amont du funiculaire d'Évian-les-Bains, où se situe la machinerie de la ligne, sur la commune de Neuvecelle en Haute-Savoie.

## Situation
La station est située à l'intersection de l'avenue de la Verniaz et du chemin du Nant d'Enfer, sur la commune de Neuvecelle mais à quelques mètres seulement de la limite avec Évian-les-Bains.

## Histoire
La création de cette station remonte à 1911 quand la société des Bains d'Évian, alors propriétaire de la ligne, décide de la prolonger jusqu'à Neuvecelle et engage ainsi les travaux en ce sens, pour une mise en service en 1912.
La ligne et par conséquent la station ferment en 1969, victime du déclin du thermalisme.
La station et la machinerie font l'objet d'une inscription au titre des monuments historiques par arrêté du 28 décembre 1984,.
La station est endommagée par un incendie en 1991.
Tout comme l'ensemble de la ligne, la station est rénovée et rouverte le 21 juin 2002, 33 ans après sa fermeture.

## Services aux voyageurs

### Accès
La station ne dispose que d'une entrée, sur le flanc est du bâtiment, depuis l'avenue de la Verniaz. Elle fait face à la Buvette du Funiculaire.

### Quais
Construite en bois dans un style chalet par l'architecte suisse James Ramelet, son style tranche avec les autres stations où le béton prédomine. Le bâtiment abrite une salle d'attente donnant sur les quais, ainsi que la machinerie.
La station dispose de deux quais en escaliers, l'un servant pour la montée des voyageurs, l'autre pour la descente ; le quai côté est dispose d'une rampe pour faciliter l'accès au compartiment supérieur des cabines aux personnes à mobilité réduite.

### Intermodalité
La station n'offre aucune correspondance à proximité, l'arrêt de bus n'étant plus desservi depuis mai 2020.

## À proximité
- La Grange au Lac ;
- L'Hôtel Ermitage.